# Selección masculina de voleibol de Japón
La selección de voleibol de Japón es el equipo masculino representativo de voleibol de Japón en las competiciones internacionales organizadas por la Confederación Asiática de Voleibol (AVC), la Federación Internacional de Voleibol (FIVB) o el Comité Olímpico Internacional (COI), así como los clubes del continente.

## Historia
La selección japonesa fue una de las mejores selecciones a nivel mundial entre los años 60 y 70, consiguiendo ganar medalla de bronce, una de plata y una de oro en las tres primeras apariciones de este deporte en los Juegos Olímpicos; dos medallas de bronce  en los Mundiales de 1970 y 1974 y dos de plata en las Copas Mundiales de 1969 y 1977.
Actualmente ocupa el puesto 11 en la clasificación de la FIVB y no ha ganado ningún título a nivel regional o mundial en los últimos años.

## Historial
| Juegos Olímpicos |
| --- |
| - 1964: 3° puesto - 1968: 2° puesto - 1972: Campeona - 1976: 4° puesto - 1980: No clasificada - 1984: 7° puesto - 1988: 10° puesto - 1992: 6° puesto - 1996: No clasificada - 2000: No clasificada - 2004: No clasificada - 2008: 11° puesto - 2012: No clasificada - 2016: No clasificada - 2020: 5° puesto - 2024: Clasificados |

| Campeonato Mundial |
| --- |
| - 1949: No clasificada - 1952: No clasificada - 1956: No clasificada - 1960: 8° puesto - 1962: 5° puesto - 1966: 5° puesto - 1970: 3° puesto - 1974: 3° puesto - 1978: 11° puesto - 1982: 4° puesto - 1986: 10° puesto - 1990: 11° puesto - 1994: 9° puesto - 1998: 15° puesto - 2002: 9° puesto - 2006: 8° puesto - 2010: 13° puesto - 2014: No participó - 2018: 17° puesto - 2022: 12° puesto |

| Liga Mundial |
| --- |
| - 1990: 6° puesto - 1991: 7° puesto - 1992: 10° puesto - 1993: 6° puesto - 1994: 7° puesto - 1995: 8° puesto - 1996: 9° puesto - 1997: 12° puesto - 1998: No clasificada - 1999: No clasificada - 2000: No clasificada - 2001: 9° puesto - 2002: 13° puesto - 2003: 13° puesto - 2004: 10° puesto - 2005: 10° puesto - 2006: 13° puesto - 2007: 13° puesto - 2008: 6° puesto - 2009: 15° puesto - 2010: No clasificada - 2011: 15.º puesto - 2012: 15.º puesto - 2013: 18.º puesto - 2014: 19.º puesto - 2015: 13.º puesto - 2016: 24.º puesto - 2017: 14° puesto |

| Liga de Naciones                                                                                               |
| --- |
| - 2018: 12° puesto - 2019: 10° puesto - 2021: 11° puesto - 2022: 5° puesto - 2023: 3° puesto - 2024: 2º puesto |

| Campeonato Asiático |
| --- |
| - 1975: Campeona - 1979: 3° puesto - 1983: Campeona - 1987: Campeona - 1989: 2° puesto - 1991: Campeona - 1993: 3° puesto - 1995: Campeona - 1997: 2° puesto - 1999: 4° puesto - 2001: 3° puesto - 2003: 7° puesto - 2005: Campeona - 2007: 2° puesto - 2009: Campeona - 2011: 5° puesto - 2013: 4° puesto - 2015: Campeona - 2017: Campeona - 2019: 3° puesto - 2021: 2° puesto - 2023: Campeona |

| Copa Mundial |
| --- |
| - 1965: 4° puesto - 1969: 2° puesto - 1977: 2° puesto - 1981: 6° puesto - 1985: 6° puesto - 1989: 6° puesto - 1991: 4° puesto - 1995: 5° puesto - 1999: 10° puesto - 2003: 9° puesto - 2007: 9° puesto - 2011: 10° puesto - 2015: 6° puesto - 2019: 4° puesto |

## Medallero
Actualizado después de la Copa Mundial de 2019
| Competición         | Oro | Plata | Bronce | Total |
| ------------------- | --- | ----- | ------ | ----- |
| Juegos Olímpicos    | 1   | 1     | 1      | 3     |
| Campeonato Mundial  | 0   | 0     | 2      | 2     |
| Campeonato Asiático | 9   | 3     | 4      | 16    |
| Liga Mundial        | 0   | 0     | 0      | 0     |
| Copa Mundial        | 0   | 2     | 0      | 2     |
| Total               | 10  | 6     | 7      | 23    |